# كسوف الشمس 22 سبتمبر 2006
حدث كسوف حلقي للشمس في 22 سبتمبر 2006. يحدث كسوف الشمس عندما يمر القمر بين الأرض والشمس ، وبالتالي يحجب صورة الشمس كليًا أو جزئيًا عن مشاهد على الأرض.
ظهر الخسوف الحلقي على شكل مسار الحلقي عبر غيانا ، سورينام ، غيانا الفرنسية ، الطرف الشمالي لرورايما وأمابا في البرازيل ، وجنوب المحيط الأطلسي .

## الصور
مسار متحرك

## الخسوفات ذات الصلة

### كسوف 2006
- خسوف شبه قمري للقمر في 14 مارس .
- كسوف كلي للشمس في 29 مارس .
- خسوف جزئي للقمر في 7 سبتمبر .
- كسوف حلقي للشمس في 22 سبتمبر.

### تسولكينكس
- سابق: كسوف الشمس 11 أغسطس 1999
- يتبع: كسوف الشمس في 3 نوفمبر 2013

### نصف ساروس
- سابق: خسوف القمر 16 سبتمبر 1997
- يتبع: خسوف القمر في 28 سبتمبر 2015

### تريتوس
- سابق: كسوف الشمس في 24 أكتوبر 1995
- يتبع: كسوف الشمس في 21 أغسطس 2017

### 144- نجار
- سابق: كسوف الشمس 11 سبتمبر 1988
- يتبع: كسوف الشمس في 2 أكتوبر 2024

### كسوف الشمس 2004-2007
هذا الكسوف هو جزء من سلسلة متكررة من الكسوف الشمسي كل 177 يومًا تقريبًا و 4 ساعات .

### ساروس 144
بداية السلسلة سوف تكون بكسوف جزئي للشمس في 11 أبريل من عام 1736. ويحتوي على كسوف حلقي من 7 يوليو 1880 حتى 27 أغسطس 2565. لا توجد كسوفات كاملة في هذه السلسلة.
تنتهي السلسلة في الحدث رقم 70 ككسوف جزئي في 5 مايو 2980. وستكون أطول مدة حلقية 9 دقائق و 52 ثانية في 29 ديسمبر 2168.
وهي جزء من دورة ساروس 144 ، تتكرر كل 18 سنة ، 11 يومًا ، وتحتوي على 70 حدثًا.
| تحدث أعضاء السلسلة 11-21 بين عامي 1901 و 2100: | تحدث أعضاء السلسلة 11-21 بين عامي 1901 و 2100: | تحدث أعضاء السلسلة 11-21 بين عامي 1901 و 2100: |
| 11                                             | 12                                             | 13                                             |
| ---------------------------------------------- | ---------------------------------------------- | ---------------------------------------------- |
| </img> </br> 30 يوليو 1916                     | </img> </br> 10 أغسطس 1934                     | </img> </br> 20 أغسطس 1952                     |
| 14                                             | 15                                             | 16                                             |
| </img> </br> 31 أغسطس 1970                     | </img> </br> 11 سبتمبر 1988                    | </img> </br> 22 سبتمبر 2006                    |
| 17                                             | 18                                             | 19                                             |
| </img> </br> 2 أكتوبر 2024                     | </img> </br> 14 أكتوبر 2042                    | </img> </br> 24 أكتوبر 2060                    |
| 20                                             | 21                                             |                                                |
| </img> </br> 4 نوفمبر 2078                     | </img> </br> 15 نوفمبر 2096                    |                                                |

### سلسلة إينكس
هذا الكسوف هو جزء من دورة إينكس طويلة الأمد ، يتكرر كل 358 شهرًا سينوديًا ما يعادل (10571.95 يومًا ، أو 29 عامًا ناقص 20 يومًا).
مظهرها وخط طولها غير منتظمين .
| أعضاء سلسلة Inex بين عامي 1901 و 2100:        | أعضاء سلسلة Inex بين عامي 1901 و 2100:       | أعضاء سلسلة Inex بين عامي 1901 و 2100:        |
| --------------------------------------------- | -------------------------------------------- | --------------------------------------------- |
| </img> </br>22 نوفمبر 1919 </br> (ساروس 141)  | </img> </br> 1 نوفمبر 1948 </br> (ساروس 142) | </img> </br> 12 أكتوبر 1977 </br> (ساروس 143) |
| </img> </br> 22 سبتمبر 2006 </br> (ساروس 144) | </img> </br> 2 سبتمبر 2035 </br> (ساروس 145) | </img> </br> 12 أغسطس 2064 </br> (ساروس 146)  |
| </img> </br> 23 يوليو 2093 </br> (ساروس 147)  |                                              |                                               |

### سلسلة ميتونك
تكرر السلسلة ميتونك كل 19 عامًا (6939.69 يومًا) ، وتستمر حوالي 5 دورات. تحدث الكسوف في نفس تاريخ التقويم تقريبًا. بالإضافة إلى ذلك ، تكرر سلسلة أوكتون الفرعية 1/5 من ذلك أو كل 3.8 سنوات (1387.94 يومًا). تحدث جميع الكسوفات في هذا الجدول عند العقدة الهابطة للقمر.
| 21 eclipse events, progressing from north to south between July 11, 1953 and July 11, 2029 | 21 eclipse events, progressing from north to south between July 11, 1953 and July 11, 2029 | 21 eclipse events, progressing from north to south between July 11, 1953 and July 11, 2029 | 21 eclipse events, progressing from north to south between July 11, 1953 and July 11, 2029 | 21 eclipse events, progressing from north to south between July 11, 1953 and July 11, 2029 |
| July 10–12                                                                                 | April 29–30                                                                                | February 15–16                                                                             | December 4–5                                                                               | September 21–23                                                                            |
| 96                                                                                         | 98                                                                                         | 100                                                                                        | 102                                                                                        | 104                                                                                        |
| ------------------------------------------------------------------------------------------ | ------------------------------------------------------------------------------------------ | ------------------------------------------------------------------------------------------ | ------------------------------------------------------------------------------------------ | ------------------------------------------------------------------------------------------ |
| July 12, 1915                                                                              | April 30, 1919                                                                             | February 15, 1923                                                                          | December 5, 1926                                                                           | September 22, 1930                                                                         |
| 106                                                                                        | 108                                                                                        | 110                                                                                        | 112                                                                                        | 114                                                                                        |
| July 11, 1934                                                                              | April 30, 1938                                                                             | February 15, 1942                                                                          | December 4, 1945                                                                           | September 22, 1949                                                                         |
| 116                                                                                        | 118                                                                                        | 120                                                                                        | 122                                                                                        | 124                                                                                        |
| July 11, 1953 [الإنجليزية]                                                                 | April 30, 1957 [الإنجليزية]                                                                | February 15, 1961 [الإنجليزية]                                                             | December 4, 1964 [الإنجليزية]                                                              | September 22, 1968 [الإنجليزية]                                                            |
| 126                                                                                        | 128                                                                                        | 130                                                                                        | 132                                                                                        | 134                                                                                        |
| July 10, 1972 [الإنجليزية]                                                                 | April 29, 1976 [الإنجليزية]                                                                | February 16, 1980 [الإنجليزية]                                                             | December 4, 1983 [الإنجليزية]                                                              | September 23, 1987 [الإنجليزية]                                                            |
| 136                                                                                        | 138                                                                                        | 140                                                                                        | 142                                                                                        | 144                                                                                        |
| July 11, 1991 [الإنجليزية]                                                                 | April 29, 1995 [الإنجليزية]                                                                | February 16, 1999 [الإنجليزية]                                                             | كسوف الشمس 4 ديسمبر 2002                                                                   | كسوف الشمس 22 سبتمبر 2006                                                                  |
| 146                                                                                        | 148                                                                                        | 150                                                                                        | 152                                                                                        | 154                                                                                        |
| كسوف الشمس 11 يوليو 2010                                                                   | كسوف الشمس 29 أبريل 2014                                                                   | كسوف الشمس في 15 فبراير 2018                                                               | December 4, 2021 [الإنجليزية]                                                              | September 21, 2025 [الإنجليزية]                                                            |
| 156                                                                                        | 158                                                                                        | 160                                                                                        | 162                                                                                        | 164                                                                                        |
| July 11, 2029 [الإنجليزية]                                                                 | April 29, 2033                                                                             | February 15, 2037                                                                          | December 4, 2040                                                                           | September 21, 2044                                                                         |

### موسم الكسوف
هذا هو الخسوف الثاني هذا الموسم ، والأول هو الخسوف الجزئي للقمر في 7 سبتمبر 2006.

## روابط خارجية
- Spaceweather.com معرض الكسوف
- صور كسوف الشمس حول العالم